# Ilario Castagner
Ilario Castagner (ur. 18 grudnia 1940 w Vittorio Veneto, zm. 18 lutego 2023) – włoski piłkarz, trener i komentator piłkarski.
Castagner grał w Regginie, Parmie i Perugii.
Był trenerem m.in. Perugii, AC Pisa 1909, A.C. Milan, Interu Mediolan oraz S.S. Lazio.